# Lovers on the Sun (EP)
Lovers On The Sun —en español: Amantes en el sol— es el primer extended play (EP) del disc jockey y productor francés David Guetta. Fue lanzado el 30 de junio de 2014. Contiene géneros como el pop, electro house, big room house, electropop, country, folktrónica, rock electrónico y dance pop, cuenta con colaboraciones musicales de los artistas Skylar Grey, Vassy, Kaz James y Sam Martin.

## Lista de canciones
| Digital EP |                             |                                  |          |  |
| N.º        | Título                      | Artista(s)                       | Duración |  |
| 1.         | «Lovers on the Sun»         | David Guetta con Sam Martin      | 3:23     |  |
| 2.         | «Blast Off» (Radio edit)    | David Guetta y Kaz James         | 3:07     |  |
| 3.         | «BAD» (Radio edit)          | David Guetta y Showtek con Vassy | 2:50     |  |
| 4.         | «Shot Me Down» (Radio edit) | David Guetta con Skylar Grey     | 3:11     |  |